# هانا سیمونسون
هانا سیمونسون (انگلیسی: Hanna Simonsson؛ زادهٔ ۲۵ دسامبر ۱۹۹۸) بازیکن فوتبال اهل سوئد است.